# 伯恩崖
70°6′S 69°47′W / 70.100°S 69.783°W
伯恩崖（英語：Burn Cliffs）是南極洲的懸崖，位於亞歷山大一世島的中西部，處於道格拉斯嶺的埃塞伍爾夫山以西，海拔高度455米，根據美國海軍的空中照片被繪入地圖。